# 바다 비말

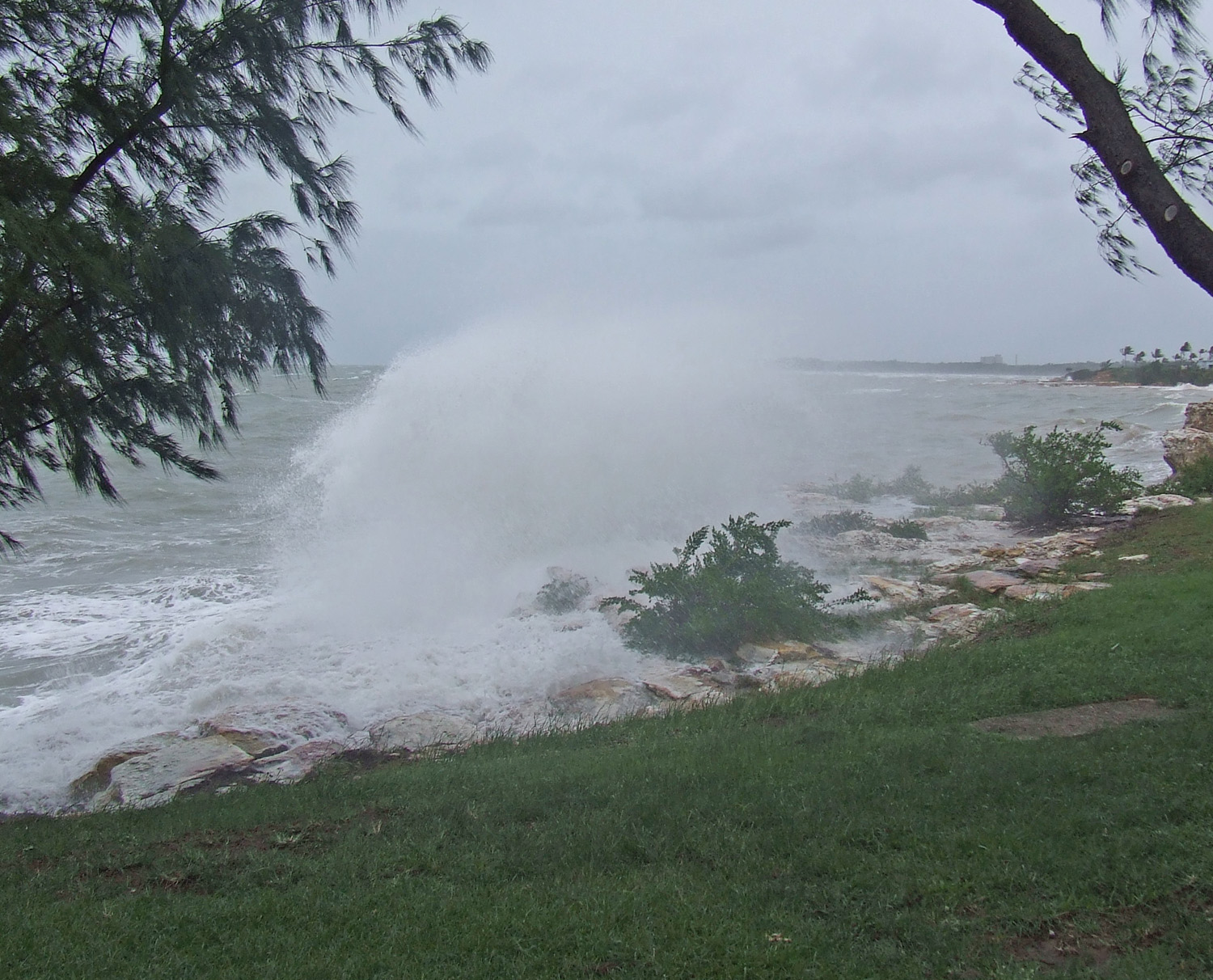
바다 비말

바다 비말(일본어: 波飛沫, sea spray)는 파도가 칠 때 생기는 에어로졸 형태의 물보라를 말한다.

## 개요
바다 비말은 미네랄을 포함한 소금, 특히 고농도의 염화물 이온을 많이 포함하고 있다. 해안선 가까이에서 발생하는 금속 부식의 대부분은 바람에 섞인 바다 비말에 포함된 염류가 부식 과정을 가속하기 때문에 일어난다.
강풍이 불거나, 파도가 칠 때 바다 비말의 양이 증가하고, 평온 때보다 더 많은 바다 비말이 내륙에 도달한다. 염분에 약한 농작물에 바다 비말이 붙으면 염해를 일으킨다. 방풍림은 바다 비말을 막아 내륙의 농지에 닿지 않는 역할도 담당하고 있다.
바닷물 중의 수분이 증발하여 염분이나 금속만이 남은 미세한 입자를 해염 입자라고 한다. 이것은 바람에 의해 확산되어 구름을 생성하는 구름 핵이 된다. 그러나 해염 입자는 바다 비말이 아니라 주로 해면에 생긴 기포가 파열 때 생기는 미세한 물방울에서 생성된다.

## 같이 보기
- 해염입자
- 온실 기체